# おっぱい
おっぱいは、乳汁または乳房を表す日本語の俗語。本来は幼児語であるが、各世代の日本人によって使用される。
本記事では語句としての「おっぱい」について記述する。器官としての乳房は「乳房」の記事を参照。

## 概要

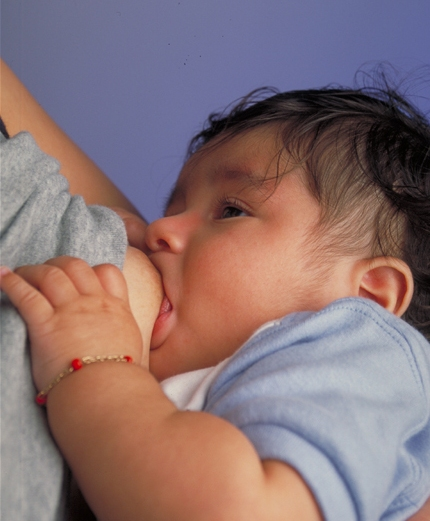
授乳の様子。

語源には諸説ある。なお、『いろの辞典』は、「乙杯」は単なる当て字であるとする。
- いっぱい（一杯）の転訛であるという説[4]。
- 『於路加於比』に、「乳汁をおっぱいとは、ををうまいの約りたる語なるべく」とある[5]。
- 類語である「ぱいぱい」の語源としてサンスクリット語またはヒンドゥスターニー語の"pai（乳）"・"pāyin（乳を飲む）"を挙げる文献もある[6]。
- 春秋戦国時代の学者王牌（おうぱい）に由来するという説[7]。
- 古代朝鮮語で「吸うもの」を意味する「パイ」からとする説[7]。

### 類語
『日本俗語大辞典』は類語として「ぱいおつ、ぱいぱい」を挙げる。『全国幼児語辞典』では、乳汁を表す幼児語の地域間の変異として「オッパイ、パイパイ、（オ）チチ、ツッツ、チューチュー、ペーペー、マンマ、ウマウマ」などを挙げる。

### その他
久松潜一, 佐藤謙三『角川古語辞典 蔵書版』（角川書店、1976年5月30日）、穎原退蔵, 尾形仂（編）『江戸時代語辞典』（角川学芸出版、2008年11月30日）、三好一光（編）『江戸語事典』（青蛙房、1971年2月25日）には見出し語として採録されていない。
略語である「パイ」は、接頭辞（例・パイスラッシュ）、接尾辞（例・ワカパイ）としても使用される。
中国語の「歐派」は、日本語の「おっぱい」の音訳である。特に、大きなおっぱいを指すこともある。